# Bohdaniwka (rejon pokrowski)
Bohdaniwka (ukr. Богданівка) – wieś na Ukrainie, w obwodzie donieckim, w rejonie pokrowskim, w hromadzie Pokrowsk. W 2001 liczyła 26 mieszkańców.